# Кипија
Кипија (грч. Κηπιά) је насељено место у  општини Кушница у периферији Источна Македонија и Тракија, Грчка. Према попису из 2021. године било је 263 становника.
Према бугарском географу и историчару, Василу Канчову, у Кипији је 1900. године живело 400 Турака. Године 1924. турско становништво је принудно исељено у Турску а на њихово место су насељене грчке избегличке породице, којих је на попису из 1928. године било 541. Село се раније звало Бостанџили.